# Nowotitarowskaja
Nowotitarowskaja (russisch Новоти́таровская) ist eine Staniza in der Region Krasnodar (Russland) mit 24.754 Einwohnern (Stand 14. Oktober 2010).

## Geographie
Die Staniza liegt im zentralen Teil des Kuban-Gebietes, gut 20 km nördlich des Zentrums der Regionshauptstadt Krasnodar am Oberlauf des Flüsschens Ponura.
Nowotitarowskaja gehört zum Rajon Dinskaja und liegt gut 15 Kilometer westlich von dessen Verwaltungszentrum Dinskaja. Zur Landgemeinde (Selskoje posselenije) Nowotitarowskaja gehören neben der Staniza noch die umliegenden Ortschaften Primaki und imeni Karla Marksa („Karl-Marx-Dorf“) mit zusammen 1674 Einwohnern (2009).

## Geschichte
Die Geschichte von Nowotitarowskaja geht auf die Staniza Titarowskaja zurück, die 1794 als eine der 40 ersten im Kuban-Gebiet auf der Taman-Halbinsel gegründet und nach einem Ataman Titarow benannt wurde. Bis 1810 war deren Bevölkerungszahl auf 4776 gewachsen, sodass an Stelle der heutigen Ortschaft auf bislang ungenutztem Land von zunächst 62 Aussiedlern auf 20 Höfen ab Oktober 1810 ein neuer Weiler errichtet wurde. Dieser erhielt in Folge ebenfalls den Status einer Staniza und den Namen Nowotitarowskaja („Neu-Titarowskaja“), während die ursprüngliche Staniza nun Starotitarowskaja („Alt-Titarowskaja“) genannt wurde.
Im Rahmen der Verwaltungsreform von 1924/1925 wurde die Staniza dem Rajon Krasnodar zugeordnet, aber bei einer weiteren Reform, die vielerorts eine Verkleinerung der Rajons beinhaltete, per Beschluss vom 31. Dezember 1934 Zentrum eines eigenständigen Rajons Nowotitarowskaja.
Im Zweiten Weltkrieg wurde die Staniza am 8. August 1942 von der deutschen Wehrmacht während ihres Vorrückens vom Don in den Nordkaukasus besetzt und am 12. Februar 1943 von der Roten Armee zurückerobert.
Zum 1. Februar 1963 erfolgte die Auflösung des Rajon Nowotitarowskaja und sein Anschluss an den Rajon Dinskaja.

### Bevölkerungsentwicklung
| Jahr | Einwohner |
| ---- | --------- |
| 1876 | 5.117     |
| 1917 | 17.124    |
| 1939 | 8.805     |
| 1959 | 10.307    |
| 1979 | 17.149    |
| 2002 | 22.341    |
| 2010 | 24.754    |

Anmerkung: ab 1939 Volkszählungsdaten

## Kultur und Sehenswürdigkeiten
Bei Ausgrabungen im Jahre 1980 wurden unweit Nowotitarowskaja Kurgane aus der Skythenzeit und Wagengräber zuvor unbekannten Typs entdeckt. Letztere gaben der archäologischen Nowotitarowskaja-Kultur den Namen.

## Wirtschaft und Infrastruktur
Nowotitarowskaja liegt in einem wichtigen Landwirtschaftsgebiet; es gibt eine Reihe von Betrieben vorwiegend der Lebensmittelindustrie (Gemüsekonservenfabrik Bonduelle-Kuban, Geflügelzuchtbetrieb, Großbäckerei) und der Bauwirtschaft. Bedingt durch die Nähe zur wachsenden Großstadt Krasnodar ist in den letzten Jahren die Bedeutung des Ortes als Wohngebiet gewachsen.
Die Staniza besitzt eine Station an der von der Nordkaukasische Eisenbahn betriebenen Eisenbahnstrecke Rostow am Don – Krasnodar (Stationsname Titarowka am östlichen Ortsrand), die auf diesem Abschnitt im Mai 1914 als Teil der Nebenstrecke Krasnodar – Primorsko-Achtarsk (Station Achtari) eröffnet wurde. 1964 wurde die Strecke mit Inbetriebnahme des Lückenschlusses Bataisk – Starominskaja Teil der kürzeren Direktverbindung und Hauptstrecke von Norden nach Krasnodar und weiter zu den Kurorten an der Schwarzmeerküste; 1972 wurde sie elektrifiziert.
Durch die Staniza führt auch die Regionalstraße R268 von Bataisk nach Krasnodar.